# Akaki Kality
Pour les articles homonymes, voir Akaki.
Akaki Kality ou Akaki Kaliti (en amharique አቃቂ ቃሊቲ) est l'un des dix districts (en amharique ክፍለ ከተማ, transcription en alphabet latin kifle ketema, généralement traduit en anglais par subcity) d'Addis-Abeba, la capitale de l'Éthiopie. Il se trouve au sud de la ville et représente une superficie de 118,08 km2 pour une population de 195 273 habitants.